# Stile isabellino

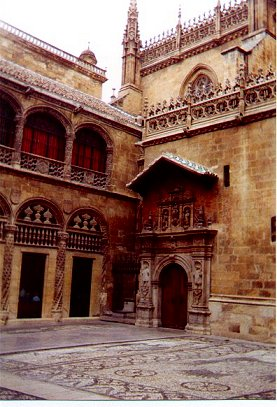
Entrata della Cappella Reale di Granada.

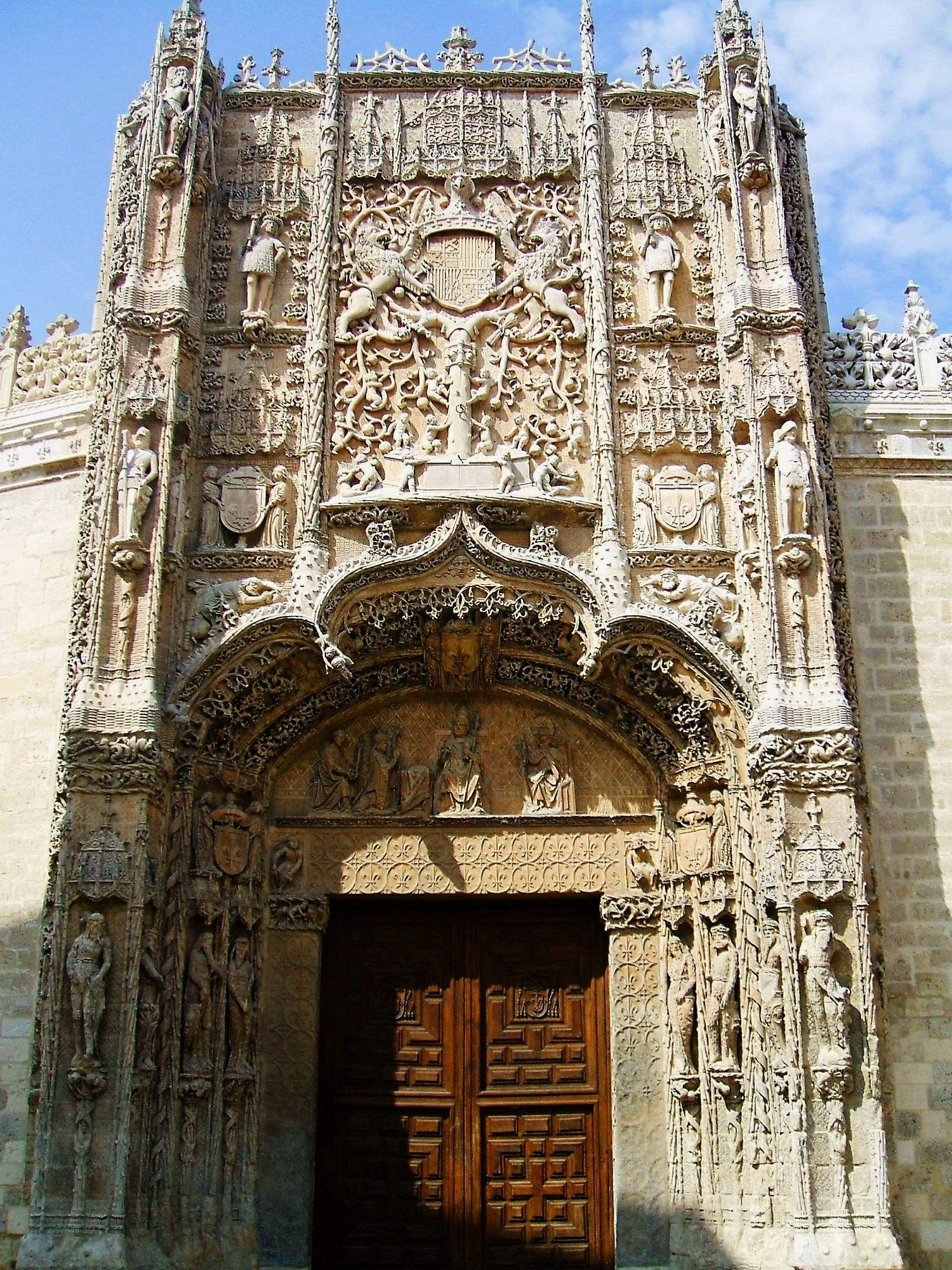
Facciata dell'Istituto di San Gregorio, Valladolid

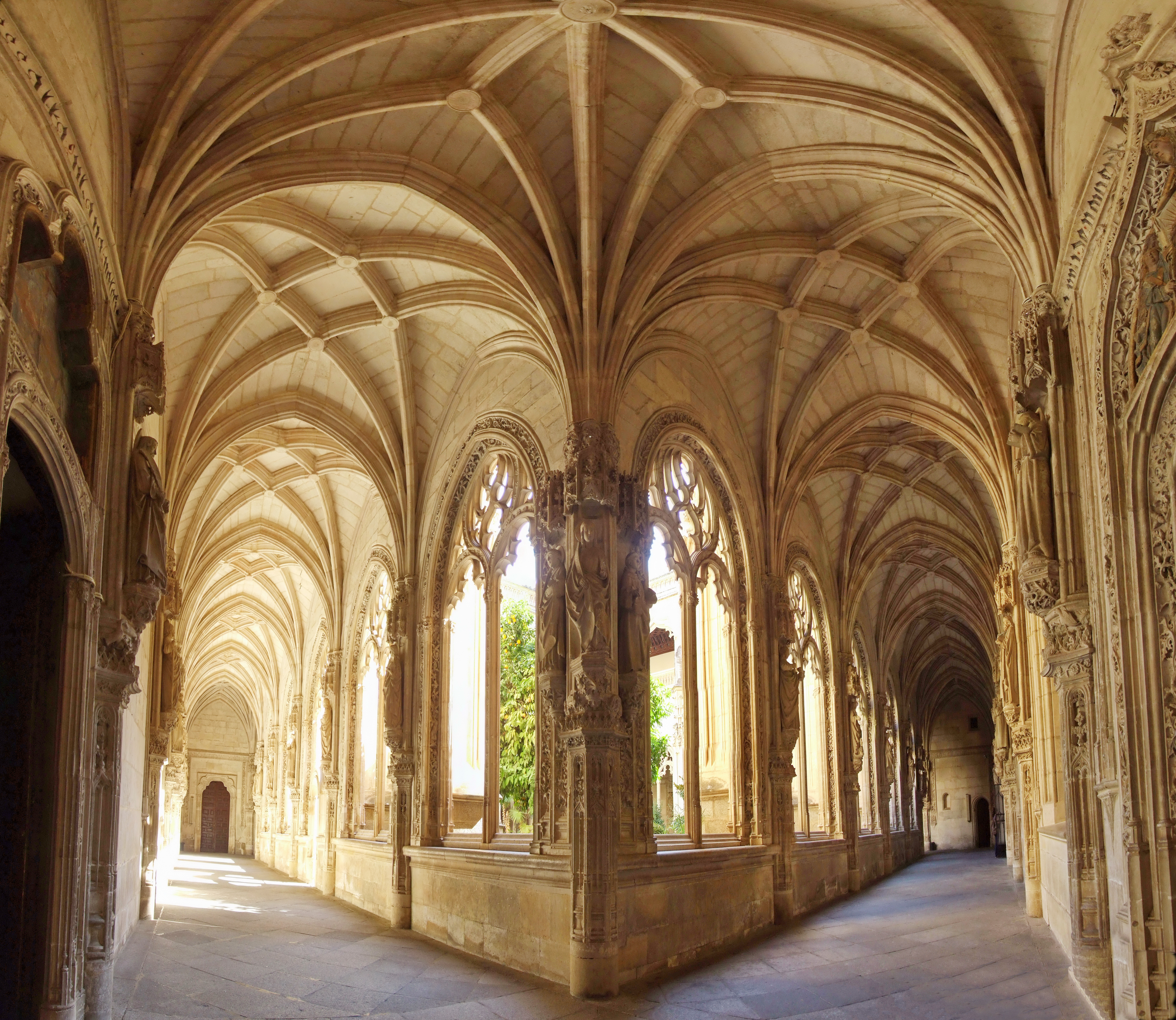
Monastero di San Juan de los Reyes, Toledo

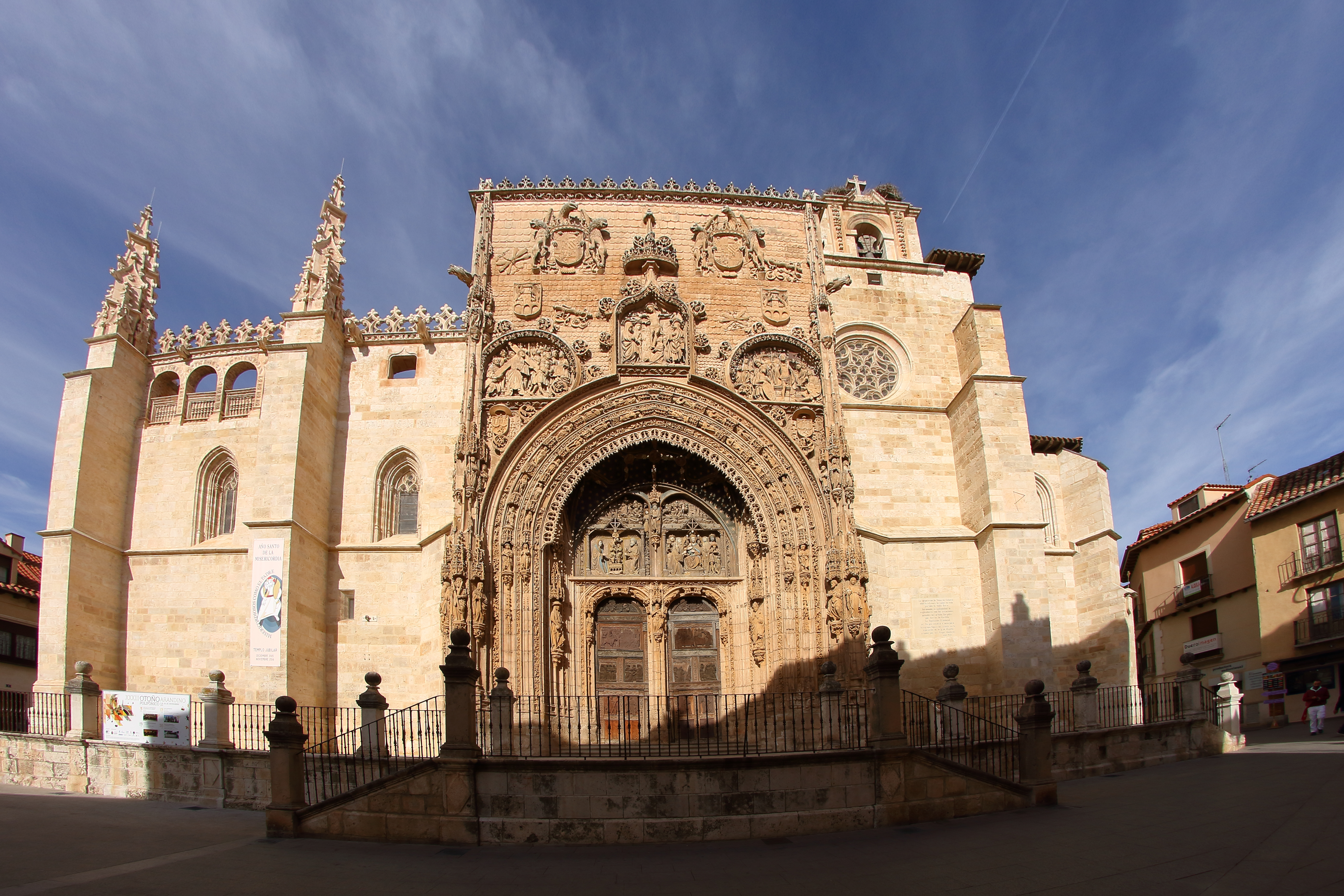
Facciata della chiesa di Santa Maria, Aranda de Duero

Lo stile isabellino, anche chiamato gotico isabellino (in spagnolo, Gótico Isabelino), o tardo gotico castigliano, era lo stile architettonico predominante del Regno di Castiglia durante il regno dei Re cattolici (dalla fine del XV secolo agli inizi del XVI secolo). Émile Bertaux ha rinominato questo stile ispirandosi alla regina Isabella di Castiglia, una dei Re cattolici.
Esso rappresenta il punto di transizione tra il gotico tardo e l'architettura del primo Rinascimento, con caratteri originali e influenze nelle decorazioni dalla tradizione castigliana, dal mudéjar, dall'arte delle Fiandre e, in minor misura, dall'architettura italiana. La considerazione del gotico isabellino come stile gotico o rinascimentale, come esempio di eclettismo architettonico, oppure come una fase del più corposo plateresco, è una questione dibattuta dagli storici dell'arte e ancora irrisolta.

## Descrizione
Lo stile isabellino ha combinato diversi elementi strutturali della tradizione castigliana e le forme appariscenti tipiche delle Fiandre, nonché alcuni ornamenti d'influenza islamica. La maggior parte degli edifici costruiti secondo questo stile sono stati commissionati dai re cattolici, sono stati finanziati da loro. Uno stile somigliante al gotico castigliano fu lo stile manuelino, sviluppatosi contemporaneamente in Portogallo. Il carattere più evidente dello stile isabellino è la predominanza di motivi araldici ed epigrafici, in modo particolare di simboli del giogo, delle frecce e della melagrana, i quali si riferivano allo stemma dei Re cattolici. Un'altra caratteristica di questo periodo è l'utilizzo di perle per la decorazione, lavorate nell'intonaco oppure scolpite nella pietra.
Dopo che i Re cattolici ebbero terminato la Reconquista nel 1492 e cominciato la colonizzazione delle Americhe, la Spagna imperiale cominciò a consapevolizzarsi circa il suo crescente potere e la sua ricchezza, ed in questa esuberanza diede il via ad un periodo di costruzione di grandi monumenti che celebrassero questo benessere. Molti di questi monumenti furono edificati sotto la guida della regina, pertanto il gotico isabellino manifestò il desiderio delle classi dirigenti di mostrare le loro potenza e ricchezza. Questa ridondanza trovò un'espressione parallela nell'estrema abbondanza di decorazioni, la quale fu chiamata plateresco.
Riferimenti all'antichità classica nell'architettura spagnola erano più letterari, mentre in Italia la prevalenza di edifici d'età romana aveva fatto sì che lo stile gotico fosse adattato al gusto classico italiano. Fino a che il Rinascimento non avesse interessato la penisola iberica, il passaggio da "moderno" a "romano" era a malapena cominciato. Questi termini erano utilizzati con significato differente rispetto a quello attuale: lo stile moderno, propriamente uno stile spagnolo, riferendosi al Gotico e alla sua efficienza razionale,  mentre lo stile romano era quello neclassico, emozionante ed edonista del Rinascimento italiano.
Indipendentemente dalle caratteristiche spaziali degli interni, gli edifici gotici utilizzavano sistemi strutturali collaudati. Il gotico, nella penisola iberica, aveva subito una serie di cambiamenti sotto l'influenza delle tradizioni locali, incluse finestre molto più piccole che consentivano la costruzione di tetti notevolmente meno pendenti e anche di tetti piani. Ciò fece sviluppare uno stile davvero originale, con un sistema edilizio più efficiente. Gli architetti spagnoli, abituati alle convenzioni strutturali gotiche, guardarono con disprezzo i pilastri di metallo esposti che gli architetti italiani erano costretti a inserire nelle arcate dei loro edifici per resistere alla spinta orizzontale, mentre i loro sistemi edilizi gotici avevano risolto questo problema.
Lo sviluppo dell'architettura classica nella penisola iberica, come altrove, era stato morente durante i secoli delle opere edilizie realizzate seguendo la tradizione gotica, ed era ormai troppo tardi perché il movimento neoclassico del rinascimento italiano si diffondesse lì. In Spagna uno stile unico con elementi moderni si evolse dall'eredità gotica. Probabilmente il miglior esempio di questo sincretismo è il Monastero di San Juan de los Reyes a Toledo; concepito dall'architetto Juan Guas, i suoi modelli gotici erano espressi, più che nel progetto degli interni, nella struttura, dal momento che il legame con le tecniche edilizie dell'originale gotico francese si era affievolito con il trascorrere del tempo.
Nel gotico isabellino, elementi decorativi di origine italiana furono combinati con gli elementi della tradizione iberica, ottenendo complessi ornamentali che coprivano le strutture, conservando però molti elementi gotici, come i pinnacoli e i costoloni. Gli architetti isabellini rimasero fedeli alla soluzione gotica, per quanto riguarda la distribuzione del peso delle volte, scaricando il peso sui pilastri (non sulle mura, come nell'architettura romanica o nello stile rinascimentale italiano): ciò sostenendoli con archi rampanti. Dopo il 1530, sebbene lo stile isabellino continuasse ad essere adoperato e i suoi elementi decorativi fossero ancora in evoluzione, l'architettura spagnola cominciò ad integrare le idee rinascimentali.

## Architetti più rappresentativi
- Juan Gas
- Enrique Egas
- Simón de Colonia
- Egas Cueman
- Anequin de Egas

## Lista degli edifici più rappresentativi
- Monastero di San Juan de los Reyes, Toledo
- Cappella Reale, Granada
- Chiesa di Santa Maria, Aranda de Duero
- Istituto di San Gregorio, Valladolid
- Chiesa di San Paolo, Valladolid
- Certosa di Miraflores, Burgos
- Palazzo dell'Infantado, Guadalajara
- Facciata del Palazzo di Jabalquinto, Baeza
- Chiesa di San Jerónimo el Real, Madrid
- Abbazia di Santa Engrazia (ora scomparsa), Saragozza

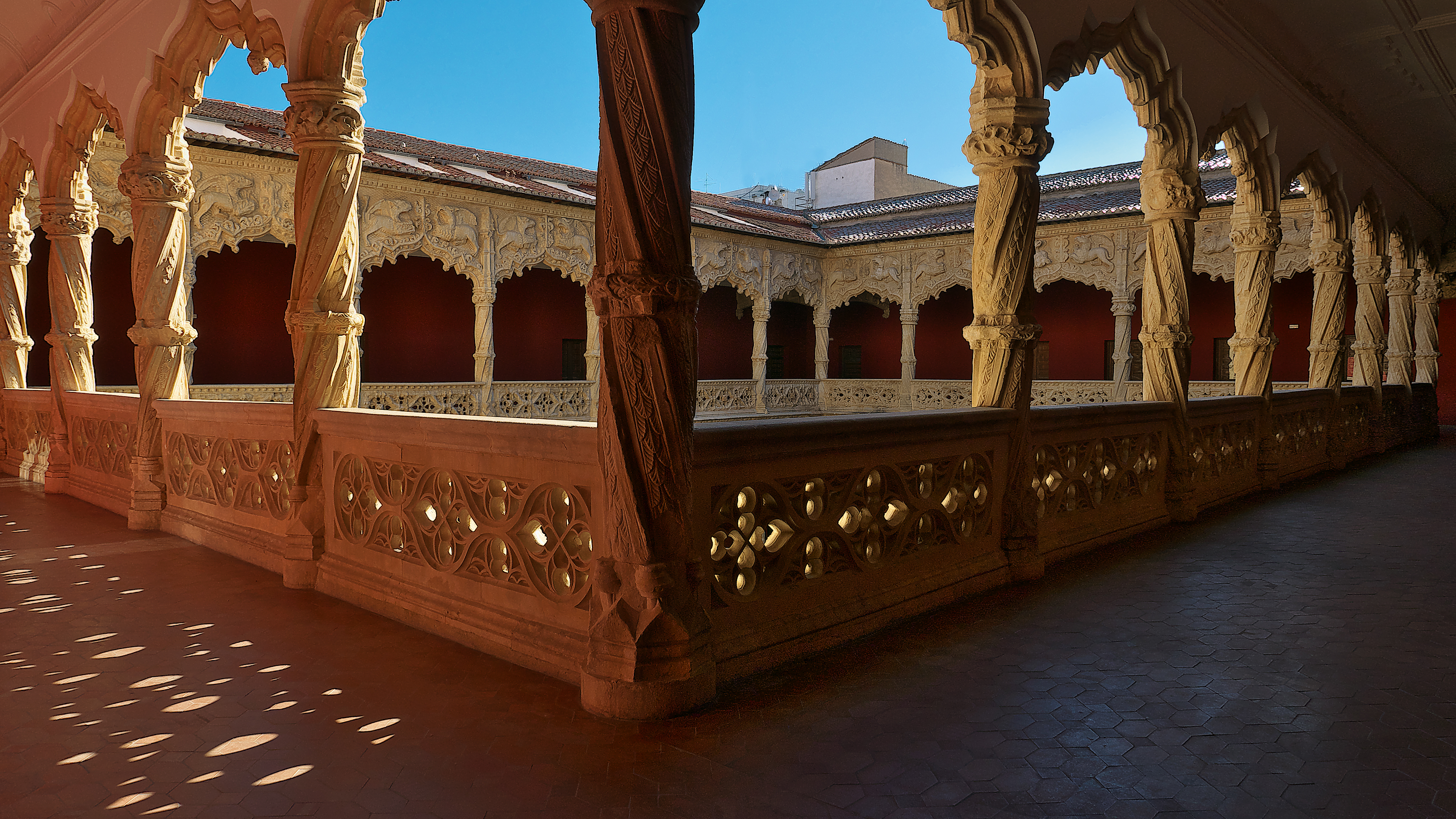
Cortile dei Leoni nel Palazzo dell'Infantado a Guadalajara, progettato da Juan Guas.
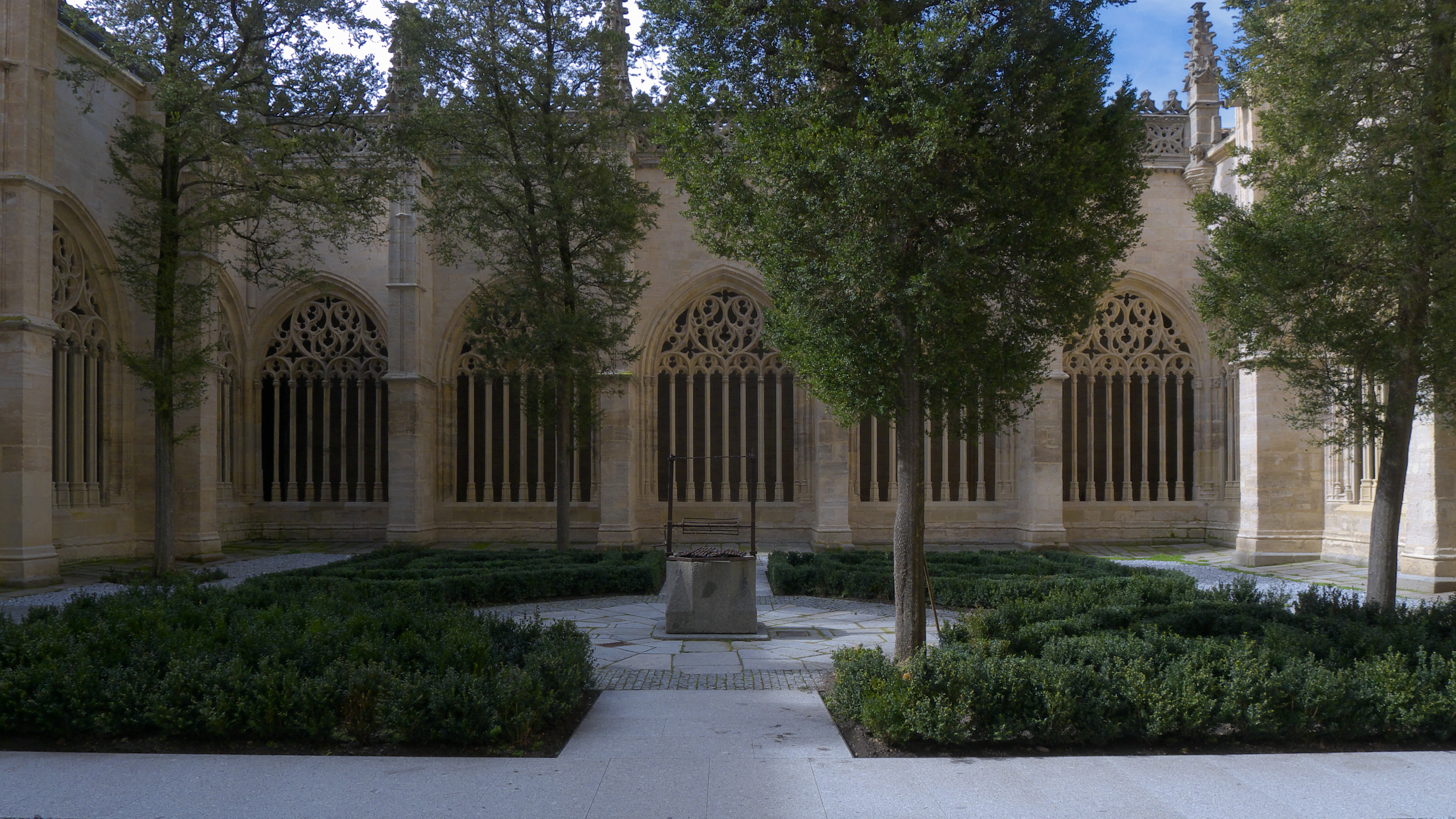
Chiostro disegnato da Juan Guas, Segovia
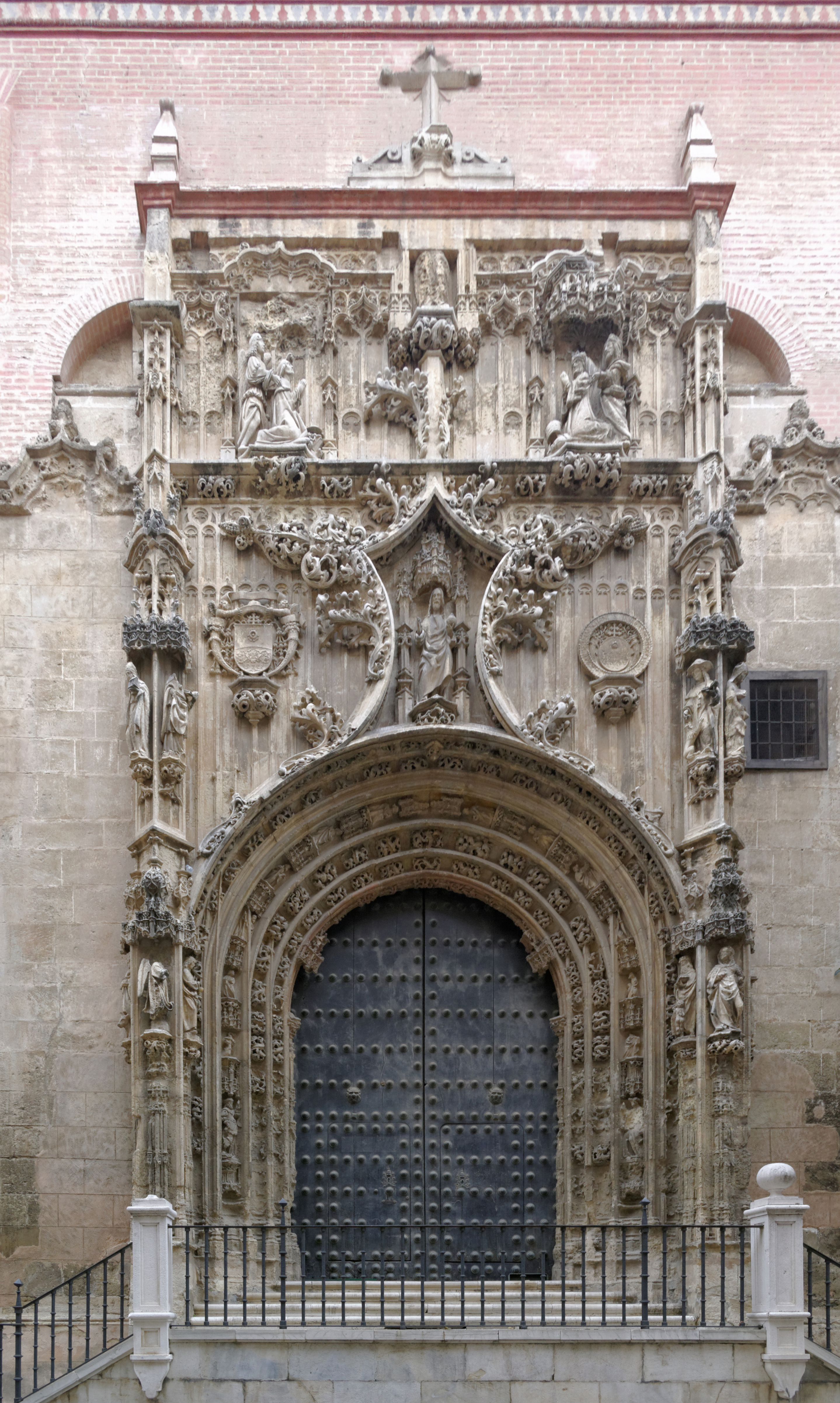
Chiesa del Sagrario, Malaga
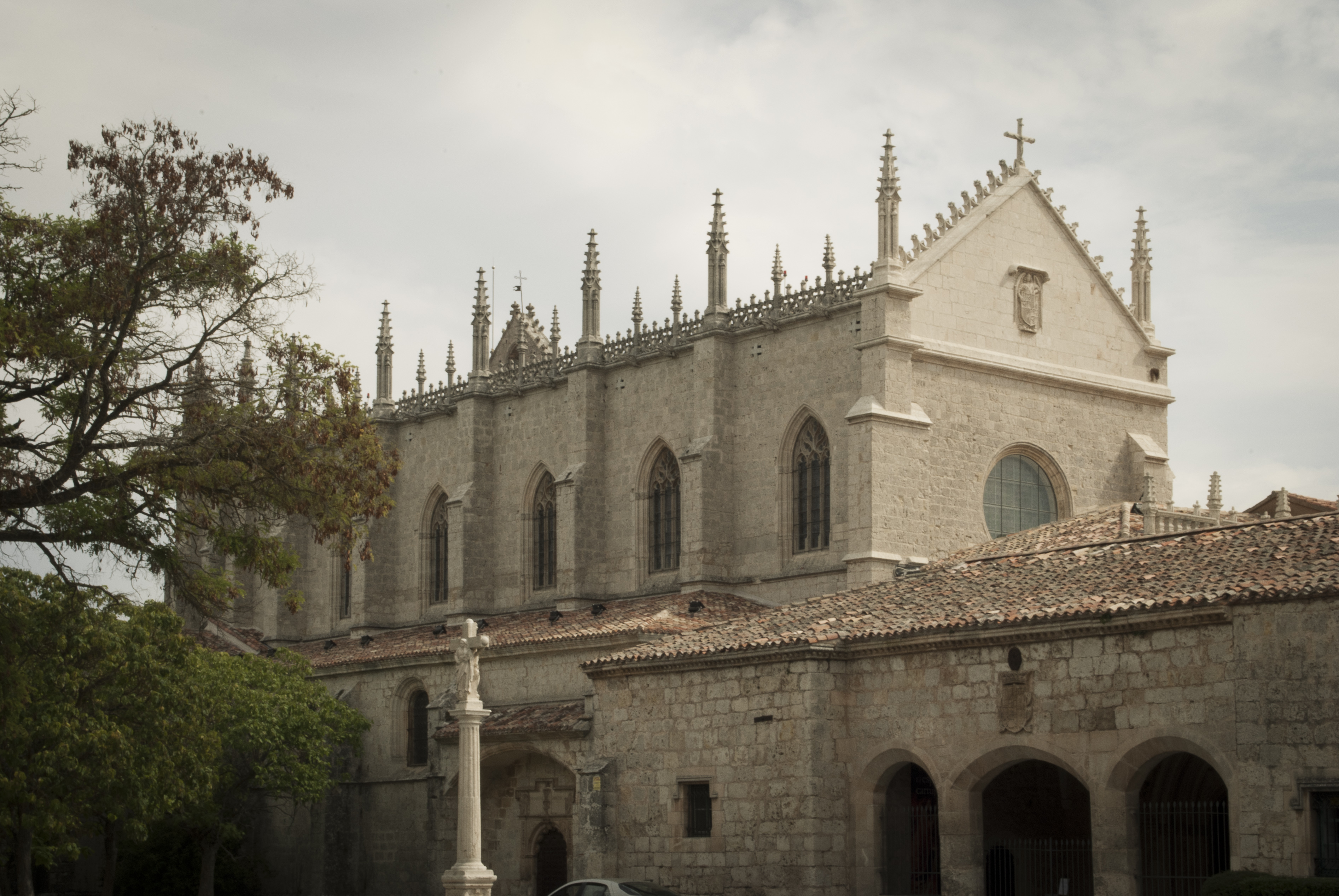
Certosa di Miraflores, Burgos
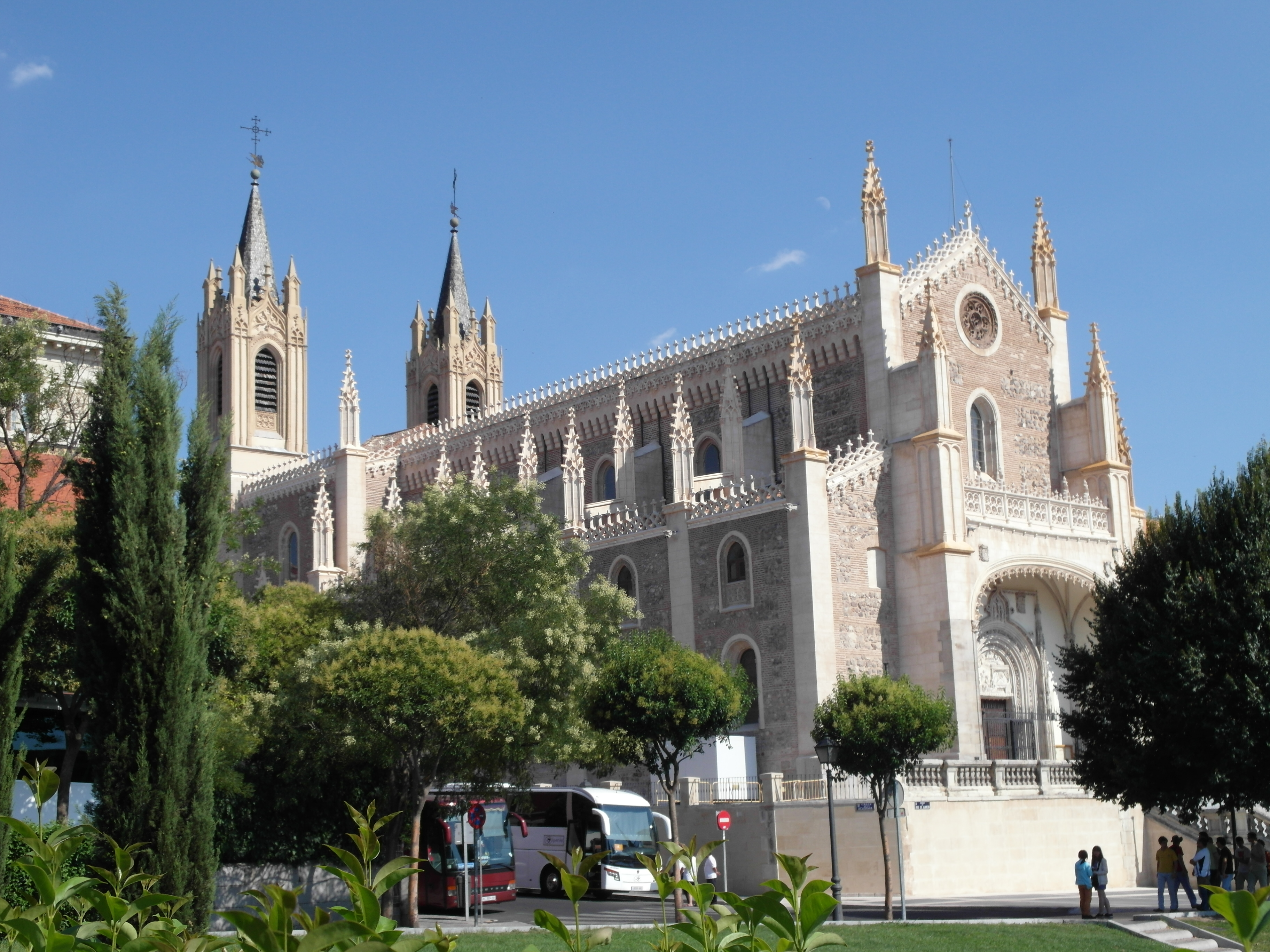
Chiesa di San Jerónimo el Real, Madrid
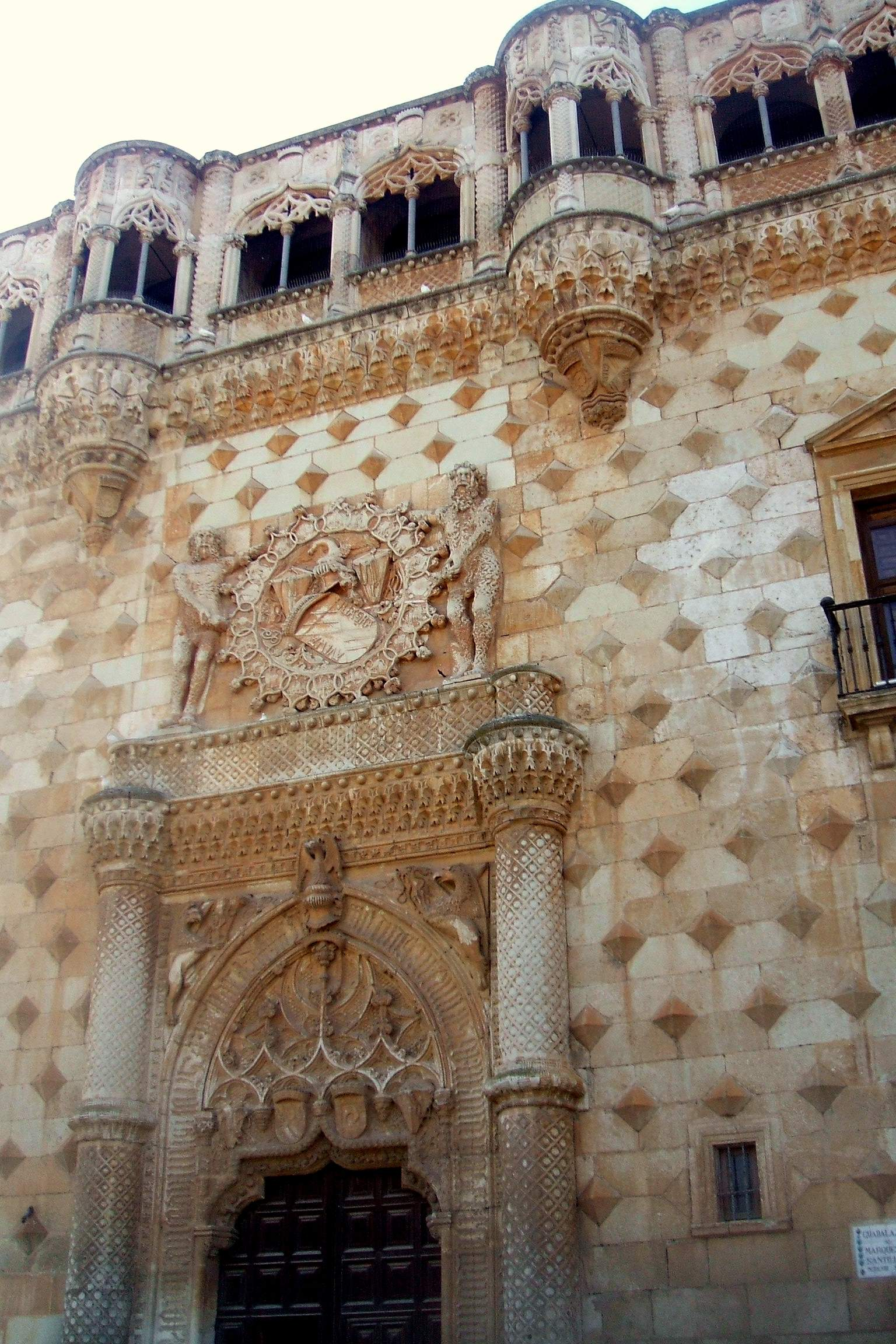
Palazzo dell'Infantado a Guadalajara
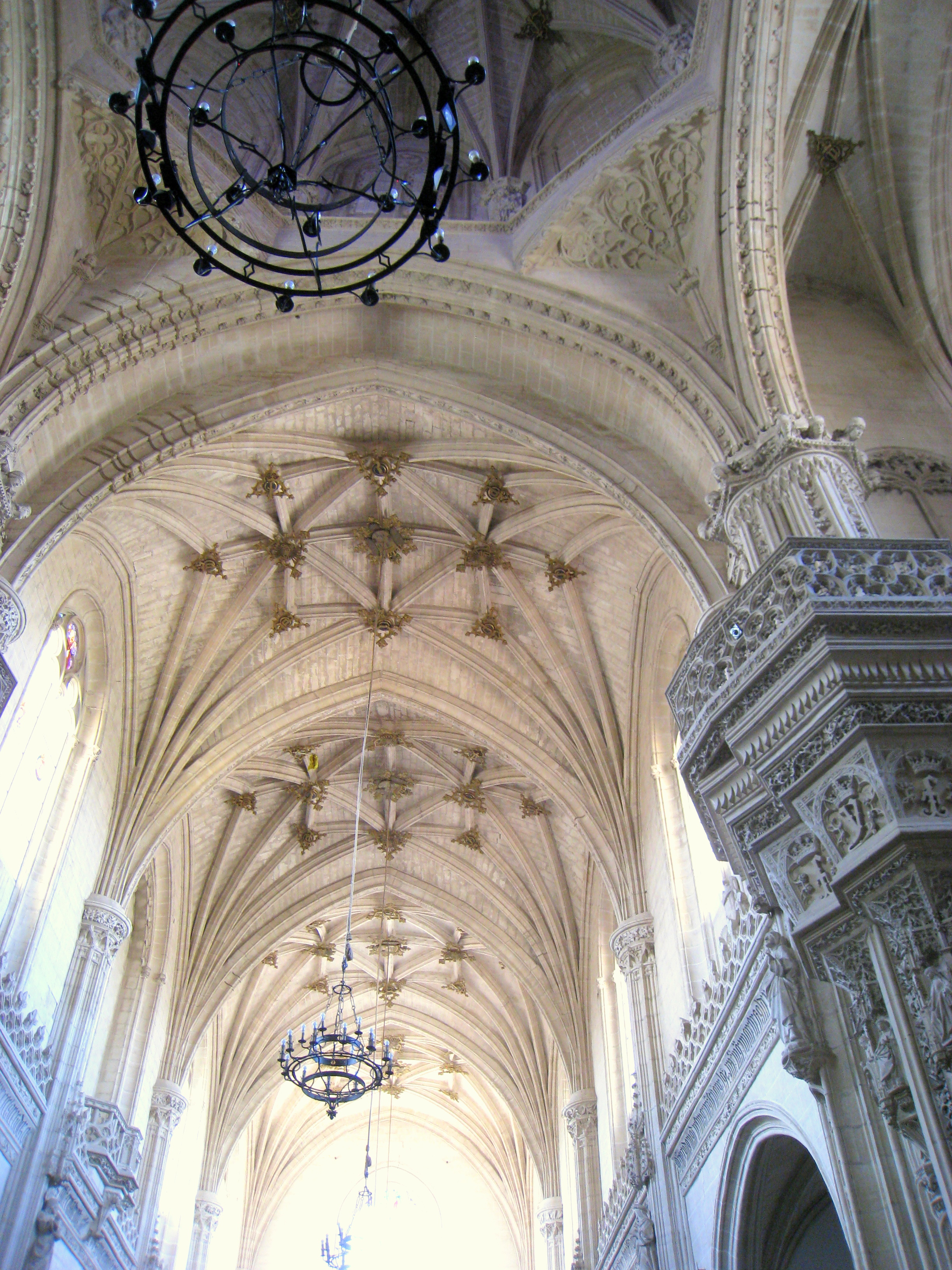
Interno del Monastero di San Juan de los Reyes